# Der Homoaudiovideograph
Der Homoaudiovideograph ist ein Science-Fiction-Hörspiel von Reinhard Eichelbeck. Es wurde 1971 vom Saarländischen Rundfunk produziert und 1975 von der European Broadcasting Union als bestes Kurzhörspiel des Jahres ausgezeichnet.

## Inhalt
Das Kurzhörspiel handelt von einer Maschine, die alles, was Menschen können, auch kann – und zwar noch besser. Sie ist die Summe aller technischen Möglichkeiten in Perfektion. Einziger Nachteil: sie ernährt sich von Menschen. Die Botschaft dieser Geschichte, in einem Satz gesagt: die Technik frisst den Menschen auf.

## Ausgaben
Das Stück wurde in verschiedenen Anthologien und Lehrbüchern abgedruckt:
- Werner Klippert: Vier Kurzhörspiele. Stuttgart: Reclam, 1976. ISBN 3-15-009834-3
- Rudolf Denk: Erziehung zum Umgang mit Medien. Freiburg im Breisgau [u. a.]: Herder, 1977. ISBN 3-451-09306-5
- Csataszimfónia. Budapest: Európa Könyvkiadó, 1979. ISBN 963-07-1551-1
- Das Hirschgraben-Sprachbuch. Berlin: Cornelsen, 1996. ISBN 3-464-60570-1
- Deutsch vernetzt. Literatur und Medien. Frankfurt: Diesterweg, 2002. ISBN 3-425-02617-8